# Tribuna de La Habana
Tribuna de La Habana es un periódico cubano fundado en 1980.

## Historia
Con diferentes referentes cubanos como Félix Varela con su fundación del periódico El Habanero o Carlos Baliño con La tribuna del pueblo, nace Tribuna de La Habana como un periódico de gran formato. El 5 de julio de 1987 se cambió de gran formato a Tabloide hasta el 5 de enero de 1992, con un tamaño similar con una publicación semanal en los domingos.
El 16 de noviembre de 1999, se inició la publicación web en Tribuna de La Habana, a la par del aniversario de la fundación de La Habana.
Es un diario digital con tres actualizaciones: matutina, vespertina y nocturna que alcanza a más de cuatro millones de internautas de todas las latitudes, con una edición dominical impresa que refleja las informaciones más trascendentales ocurridas en La Habana, con una tirada de 91 000 ejemplares.